# 전단적 대표행위
전단적 대표행위(專斷的 代表行爲)란 법률이나 정관에 의해 주주총회 또는 이사회의 결의를 거쳐야만 하는 사항임에도 불구하고 대표이사가 이를 거치지 않고 행한 대표행위를 말한다.

## 이사회결의 없는 대표행위
이사회 결의가 필요함에도 불구하고 이사회 결의 없이 이루어진 대표이사의 전단적 대표행위의 효력에 대하여, 학설은 '무효설'과 '유효설'이 있지만, 회사이익과 거래안전을 조화를 꾀하는 '상대적 무효설'이 일반적이다.

### 판례
주식회사의 대표이사가 이사회의 결의를 거처야 할 대외적 거래행위에 관하여 이를 거치지 아니한 경우라도 이와 같은 이사회 결의사항은 (1) 회사의 내부적 의사결정에 불과하므로 그 거래 상대방이 그와 같은 이사회의 결의가 없었음을 알았거나 알 수 있을 경우가 아니라면 그 거래행위는 유효하다 할 것이고, 이 경우 (2) 거래상대방이 이사회의 결의가 없음을 알았거나 알 수 있었음은 이를 주장하는 '회사' 측이 주장, 입증하여야 한다'고 판시하고 있다.

## 참고 문헌
- 이기수 최병규 조지현, 회사법(상법강의2 제9판 2012), 박영사, ISBN 9788964547489.